# Mani Valeri Màxim Corví Messal·la
Mani Valeri Màxim Corví Messal·la (en llatí Manius Valerius M. F. M. N. Maximus Corvinus Messalla) era un magistrat romà, fill de Marc Valeri Màxim Corví. Formava part de la gens Valèria, una antiga família romana d'origen patrici.
Va ser cònsol l'any 263 aC en el segon any de la Primera Guerra Púnica, junt amb Mani Octacili Cras, i als dos cònsols se’ls va donar la província de Sicília. Va fer una campanya brillant i seixanta ciutats de l'illa van reconèixer el domini romà. Els cònsols van signar la pau amb Hieró II, sobirà de Siracusa, que va restar fidel a Roma la resta de la seva vida. Encara que la guerra i la victòria va ser deguda als dos cònsols, els contemporanis van atribuir el mèrit sobretot a Messala, a qui se li va concedir un triomf i també el cognomen Messal·la per haver alliberat Messana del bloqueig. El nom va canviar lleugerament la forma (Messana - Messalla) i va estar present a la família Valèria durant gairebé vuit segles. També va rebre una casa al Palatí, i se li van erigir dos records, una pintura de la seva victòria a la Cúria Hostília, que Plini considera una de les obres millors que Roma tenia en públic, i un disc solar horari (un rellotge de sol) a una columna a la rostra del fòrum.
Va ser també censor l'any 252 aC i va degradar 400 equites a nivell d'eraris per incompliment dels seus deures a Sicília.